# Reg Ryan
Pour les articles homonymes, voir Ryan.
Reginald « Paddy » Alphonso Ryan, né le 30 octobre 1925 à Dublin et mort le 13 février 1997 à Sheldon, est un footballeur international irlandais qui a joué pour West Bromwich Albion, Derby County et Coventry City. Ryan était également un double international, jouant pour les deux équipes irlandaises — le FAI XI et l'IFA XI —.

## Biographie
Lorsque Ryan commence sa carrière internationale en 1949, deux équipes irlandaises, l'une de  l'IFA basée en Irlande du Nord et la seconde de la FAI en république d'Irlande, revendiquent la sélection de joueurs sur l'ensemble de l'île. Aussi plusieurs joueurs irlandais de cette époque, notamment Ryan, ont joué pour les deux équipes.

### FAI
Entre 1949 et 1955, Ryan est sélectionné à seize reprises et marque trois buts pour l'équipe de la république d’Irlande. Il fait ses débuts lors d'un match de qualification pour la Coupe du monde 1950 contre la Suède le 13 novembre 1949. Il marque ses deux premiers buts pour le FAI en octobre 1953 lors des éliminatoires de la Coupe du monde 1954, l'un contre la France dans une défaite 5-3 et le second, un penalty, contre le Luxembourg dans une victoire 4-0. Le 7 novembre 1954, lors d'un match amical contre la Norvège, il marqua son troisième but, toujours sur penalty, et l'équipe irlandaise remporte  une victoire 2-1. Il a fait sa dernière apparition pour le FAI XI le 27 novembre 1955 lors d'un match nul 2–2 avec l'Espagne,.

### IFA
Ryan a fait son unique apparition pour l' équipe IFA lors d'un match nul 0-0 avec le pays de Galles le 8 mars 1950. Ce match fait partie du championnat britannique de 1950, et sert de qualification pour la Coupe du monde de 1950. Ryan, avec Con Martin, Davy Walsh et Tom Aherne, était l'un des quatre joueurs irlandais de l'équipe ce jour-là. Ryan avait auparavant joué pour l'équipe FAI dans la même compétition et, par conséquent, avait joué pour deux équipes différentes dans le même tournoi de la Coupe du Monde de la FIFA. Cette situation a finalement conduit à l'intervention de la FIFA et, par conséquent, Ryan est l'un des quatre derniers joueurs irlandais à jouer pour l'IFA .

## Activités ultérieures
Il prend sa retraite de joueur en novembre 1960, et travaille comme superviseur de paris pour Coventry City (1960-1961) et West Bromwich Albion (1961-1962). Entre septembre 1962 et octobre 1976, il fait du scouting pour West Brom. Il a ensuite travaillé dans le scouting pour divers clubs, dont Aston Villa, Derby County, Hereford United et Leeds United avant de prendre sa retraite en 1994.
Il meurt en Angleterre en 1997.